# Simone Corleo
Simone Corleo (Salemi, 2 settembre 1823 – Palermo, 1º marzo 1891) è stato un politico e filosofo italiano.

## Biografia
Studiò nel Seminario vescovile di Mazara del Vallo. Lasciata la carriera ecclesiastica si laureò nel 1849 in medicina presso l'Università degli Studi di Palermo e tornò per insegnare filosofia e matematica nel Seminario mazarese e in seguito in alcuni convitti a Palermo.
Nel 1864 fu nominato professore di filosofia morale nell'università di Palermo, e creò nel 1889 il primo laboratorio di psicologia sperimentale in Italia,presso l'Istituto di Fisiologia della Facoltà di Medicina.
Dal 1883 al 1885 è stato Rettore della Università di Palermo.

### Attività politica
Liberale, aderì alla rivoluzione siciliana del 1848 e quell'anno scrisse il testo Progetto per una adeguata costituzione siciliana.
Nel 1860 durante la spedizione dei Mille, fu nominato da Giuseppe Garibaldi governatore di Salemi. Su quel periodo scrisse nel 1886 il memoriale Garibaldi e i Mille.
Il 27 gennaio 1861 fu eletto deputato al primo Parlamento di Torino nel collegio di Calatafimi e vi restò fino al 1864.
In questa veste prese il suo nome la legge disciplinante l'Enfiteusi dei beni ecclesiastici in Sicilia.
Nel 1880 tornò alla Camera nella XIV legislatura e riconfermato nel 1882 nella XV, fino al 1886.
Il presidente del Consiglio Francesco Crispi lo fece investire del titolo di Conte di Salemi.

## Riconoscimenti
Il suo corpo è tumulato nella Chiesa di Sant'Agostino di Salemi, divenuta con delibera comunale dell'11 ottobre 1891 pantheon dei salemitani illustri.
Uno busto del Corleo si trova all'ingresso dell'Università di Palermo.
A Simone Corleo è intitolato inoltre (in coabitazione con l'erudito ottocentesco Gaetano Daita) un'importante segmento viario della pianta palermitana, che collega Piazza Croci al centralissimo Politeama e una piazza nella sua città natale (Salemi). 
Anche la biblioteca di Salemi è intitolata a Simone Corleo.

## Opere
Si occupò di letteratura, medicina, scienza fisica e naturale.
Scrisse diverse tragedie e opere di carattere filosofico.
- Meditazioni filosofiche, (1844)
- Progetto per una adeguata costituzione siciliana, (1848)
- La filosofia universale, 2 voll., (1860-63)
- Per la filosofia morale, (1865)
- Storia della enfiteusi dei terreni ecclesiastici di Sicilia, (1871)
- Il sistema della filosofia universale, ovvero la filosofia della identità, (1879)
- Lezioni di filosofia morale, (1890-91)